# Stevenia palermitana
Stevenia palermitana är en tvåvingeart som beskrevs av Cerretti och Thomas Pape 2007. Stevenia palermitana ingår i släktet Stevenia och familjen gråsuggeflugor.
Artens utbredningsområde är Italien. Inga underarter finns listade i Catalogue of Life.